# إد تورنر
إد تورنر (20 نوفمبر 1957 في الولايات المتحدة - ) (بالإنجليزية: Ed Turner)‏ هو لاعب كرة سلة أمريكي في مركز هجوم صغير الجسم.

## وصلات خارجية
- إد تورنر على موقع سبورتس رفرنس (الإنجليزية)
- إد تورنر على موقع ريلجم (الإنجليزية)